# Бохова (Хоче-Сливниця)
Бохова (словен. Bohova) — поселення в общині Хоче-Сливниця, Подравський регіон‎, Словенія.